# ZagrebDox
ZagrebDox je međunarodni festival dokumentarnog filma.
Utemeljitelji su 2005. godine pokrenuli ovaj festival zbog nedostatka dobrog međunarodnog i natjecateljskog festivala na području jugoistočne Europe specijaliziranog za dokumentarne filmove, tim više što je navedeno područje imalo dugu tradiciju u proizvodnji dokumentarnog filma.
Još joj je više nedostajalo mjesto gdje se publika, filmaši i drugi profesionalci iz regije mogu susresti, razmijeniti mišljenja, ideje i razgovarati o budućim projektima.

## Programi
ZagrebDox pruža natjecateljske i nenatjecateljske programe, od kojih su natjecateljski podijeljeni na međunarodnu i regionalnu konkurenciju a nenatjecateljski na retrospektivu, te filmove fokusirane na pojedine teme, žanrove, tehnike i estetike.

## Nagrade
- Veliki pečat - za najbolji film iz međunarodnog natjecateljskog programa
- Veliki pečat - za najbolji film iz regionalnog natjecateljskog programa
- Mali pečat - za najbolji film mladog autora do 30 godina
- T-Com nagrada publike - za najbolji film po izboru publike

Postoji mogućnost dodjele i posebnih nagrada, a one se mogu dodijeliti filmovima iz bilo kojeg područja ovog festivala. Dodjeljuju ih Festival i/ili stručna tijela, profesionalne udruge itd.
Nagrade su u obliku kipića i diplome (izuzevši posebne nagrade).
Festivalski sud ima mogućnost dodijeliti i posebna priznanja koja su u obliku diplome.

## Vanjske poveznice
- http://www.zagrebdox.net/